# T. Vincent Quinn
Thomas Vincent Quinn, född 16 mars 1903 i Long Island City, Queens, död 1 mars 1982 i Venice, Florida, var en amerikansk demokratisk politiker. Han var ledamot av USA:s representanthus 1949–1951.
Quinn avlade 1924 juristexamen vid Fordham University och inledde 1925 sin karriär som advokat i New York. Han tillträdde den 3 januari 1949 som kongressledamot och avgick den 30 december 1951. Quinns företrädare Robert Tripp Ross fyllnadsvaldes sedan till representanthuset i februari 1952.
Quinn avled 1982 i Florida i en ålder av 78 år.